# Тейлор, Эмметт
Эмметт Тейлор (род. 26 января 1947 года) — американский легкоатлет, спринтер, чемпион Панамериканских игр 1967 года в эстафете 4×400 метров.

## Лучшие результаты
Лучшие результаты по годам
| Год                    | 1967 | 1968 |
| ---------------------- | ---- | ---- |
| Бег на 400 м (с)       | 45,6 | 45,1 |
| Место в мировом списке | 8    | 8    |